# Здобувач наукового ступеня
Здобувач — особа, що має вищу освіту та прикріплена до організації або установи, які мають аспірантуру (ад'юнктуру) і (або) докторантуру, і готує дисертацію на здобуття наукового ступеня кандидата наук без навчання в аспірантурі (ад'юнктурі), або особа, яка має ступінь кандидата наук і готує дисертацію на здобуття наукового ступеня доктора наук.
Здобувачі наукового ступеня кандидата наук не складають вступні іспити (на відміну від аспірантів), але прикріплюються до установи рішенням вченої ради. Вони можуть відвідувати заняття разом з аспірантами або можуть і самостійно готуватися до складання іспитів кандидатського мінімуму. Роботу здобувача над дисертацією контролює науковий керівник. Здобувач не отримує стипендію.